# Saitama Stadium
Saitama Stadium är en arena för utomhusidrott i Saitama i Japan, byggd 2001 med plats för ungefär 60 000 åskådare.

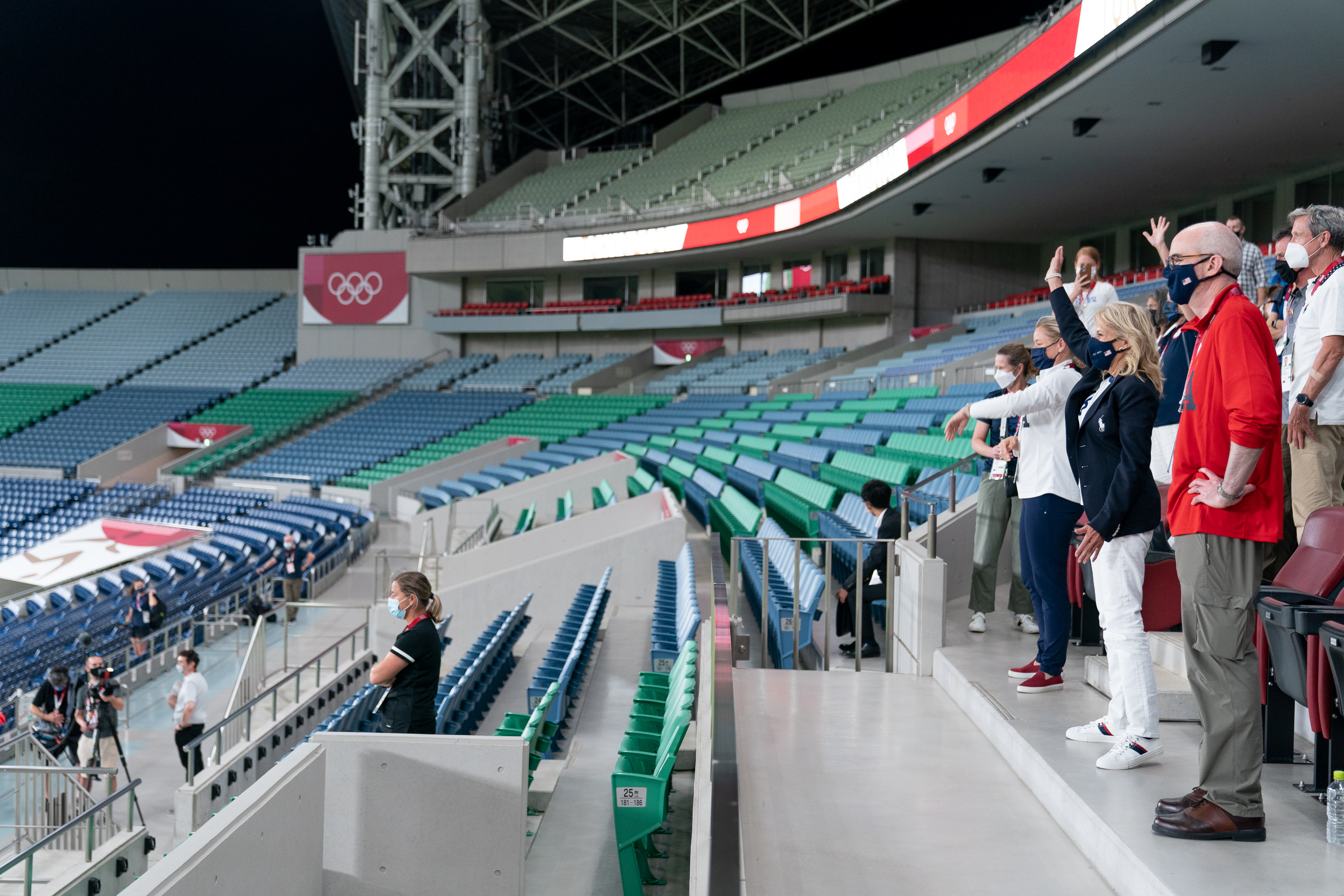
Olympiska sommarspelen 2020

## Evenemang
- VM i fotboll 2002
- Finalen i AFC Champions League 2007
- Saitama City cupen